# S-100-Bus

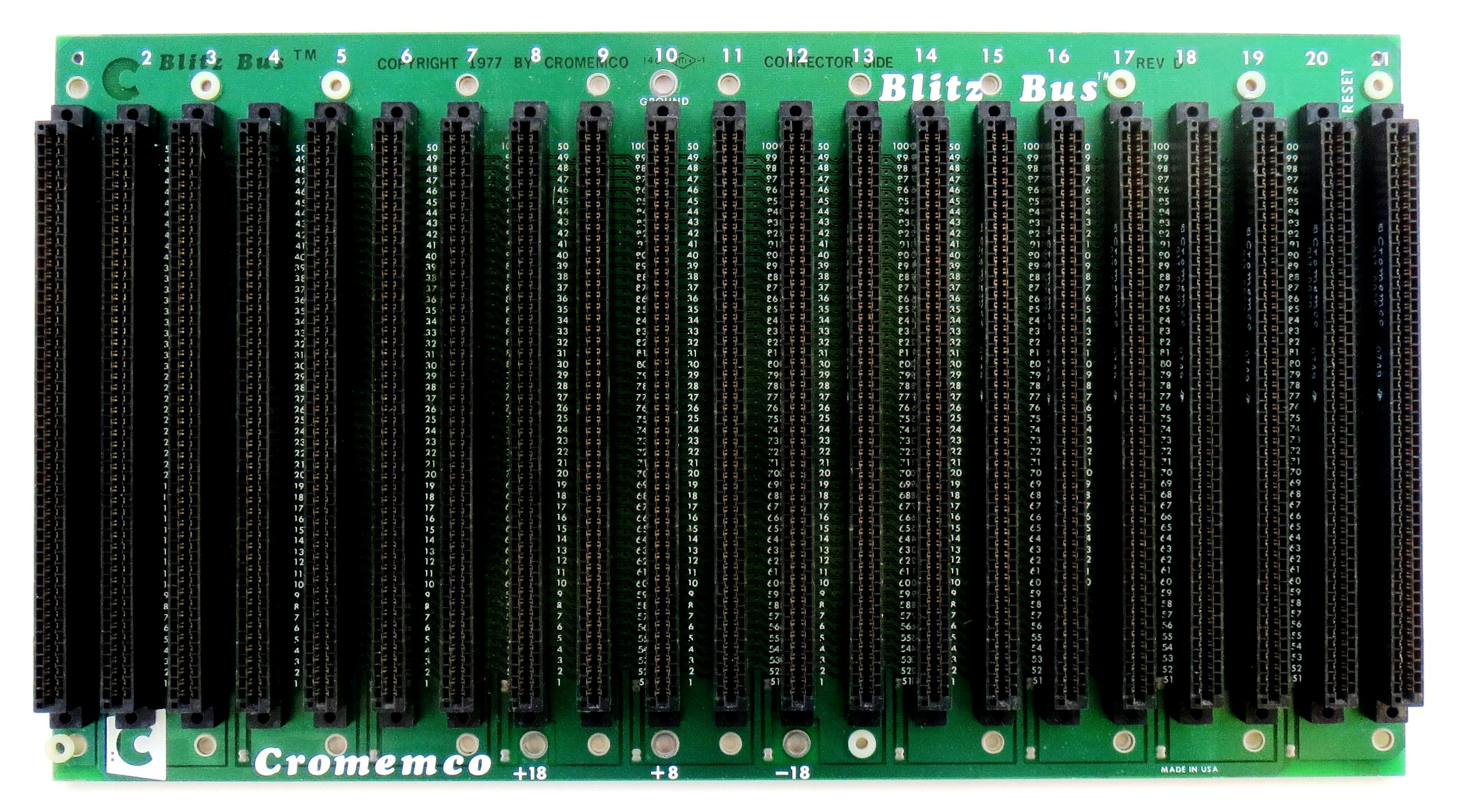
Ein Cromemco Blitz Bus mit 21 S-100-Slots

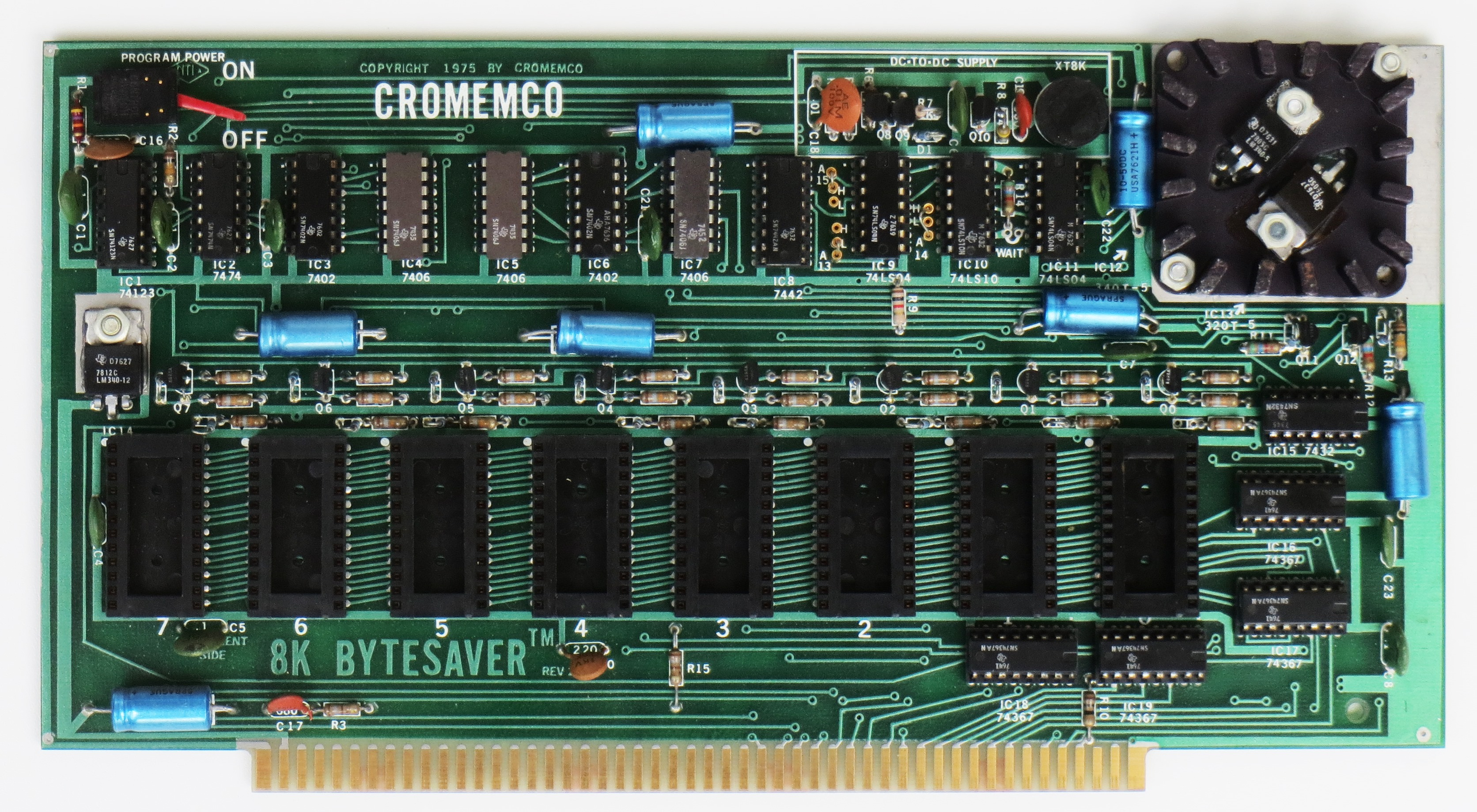
Eine Cromemco 8K Bytesaver S-100-Karte (50 goldene Kontakte je Seite)

Der S-100-Bus (auch IEEE 696) ist ein Computerbus, welcher ursprünglich als Systembus des ersten Personal Computers Altair 8800 entworfen wurde und ab 1975 bis ca. 1985 ein Industriestandard war. Verschiedene Hersteller bauten Computer oder Prozessorkarten mit dem S-100-Bus, darüber hinaus gab es viele Anbieter von Schnittstellenkarten, zum Beispiel für Ein- und Ausgabe (seriell, parallel, Videoausgabe auf Fernsehern).
Als der Altair entworfen wurde, stellte sich heraus, dass die Peripherie-Hardware, die für eine brauchbare Maschine nötig war, nicht rechtzeitig bis zum Verkaufsstart im Januar 1975 verfügbar sein würde. Der Konstrukteur, Ed Roberts, hatte Probleme mit der Hauptplatine, die zu groß zu werden drohte. Daher teilte er sie in vier verschiedene Karten auf, mit dem Prozessor auf einer fünften. Sie saßen auf einer Backplane mit zusätzlichen Steckplätzen, die Grundlage für den S-100-Bus wurden. Die fehlende Hardware konnte später hinzugefügt werden. Die Steckverbindungen wurden mit 100-pinnigen Randsteckern (edge connector) realisiert, die kostengünstig zu beschaffen waren.
Der S-100-Bus besteht im Wesentlichen aus Signalen an den Pins des Intel 8080, die auf die Platine geführt sind. Auch hat das System zwar zwei unidirektionale 8-bit-Datenbusse, aber nur einen (unidirektionalen) 16-Bit-Adressbus. Weiters werden auf dem Bus +8 V und +18 V als Spannungen genutzt, die auf den Karten auf die genutzten Pegel TTL (+5 V) oder RS-232 (+12 V) heruntergeregelt werden mussten.
Die in den 1980er Jahren einsetzende Verbreitung des IBM PC und seiner IBM-PC-kompatiblen Computer mit der XT-Bus-Architektur setzte dem S-100-Bus ein Ende.
Vom S-100-Bus existierte eine Zahl von Varianten von verschiedenen Herstellern. Der Bus wurde 1982, als sich sein Gebrauch schon dem Ende entgegenneigte, als IEEE 696 standardisiert.